# Gornji Stranjani
Gornji Stranjani (izvirno srbsko Горњи Страњани) je naselje v Srbiji, ki upravno spada pod Občino Prijepolje; slednja pa je del Zlatiborskega upravnega okraja.

## Demografija
V naselju živi 77 polnoletnih prebivalcev, pri čemer je njihova povprečna starost 50,1 let (47,2 pri moških in 53,7 pri ženskah). Naselje ima 33 gospodinjstev, pri čemer je povprečno število članov na gospodinjstvo 2,58.
To naselje je, glede na rezultate popisa iz leta 2002, večinoma srbsko.
|  |

| Demografija | Demografija     | Demografija     |
| Leto        | Št. prebivalcev | Št. prebivalcev |
| ----------- | --------------- | --------------- |
|             |                 |                 |
|             |                 |                 |
|             |                 |                 |
|             |                 |                 |
| 1948        | 377             |                 |
| 1953        | 399             |                 |
| 1961        | 394             |                 |
| 1971        | 349             |                 |
| 1981        | 208             |                 |
| 1991        | 127             | 127             |
| 2002        | 85              | 85              |
|             |                 |                 |

| Etnična sestava po popisu iz leta 2002 | Etnična sestava po popisu iz leta 2002 | Etnična sestava po popisu iz leta 2002 | Etnična sestava po popisu iz leta 2002 | Etnična sestava po popisu iz leta 2002 |
| -------------------------------------- | -------------------------------------- | -------------------------------------- | -------------------------------------- | -------------------------------------- |
| Srbi                                   | Srbi                                   |                                        | 84                                     | 98,82%                                 |
| Črnogorci                              | Črnogorci                              |                                        | 1                                      | 1,17%                                  |
| Neznano                                | Neznano                                |                                        | 0                                      | 0,0%                                   |